# جينيفر غان
جينيفر غان (بالإنجليزية: Jennifer Gan)‏ هي ممثلة أمريكية، ولدت في 2 مارس 1938 في الولايات المتحدة، وتوفيت في 15 سبتمبر 2000 بلوس أنجلوس في الولايات المتحدة.

## وصلات خارجية
- جينيفر غان على موقع IMDb (الإنجليزية)
- جينيفر غان على موقع قاعدة بيانات الفيلم (الإنجليزية)